# Université en Corée du Sud
Les universités coréennes peuvent dépendre de plusieurs statuts.

## Universités nationales
Les universités nationales (국립대학교) ont été mises en place par le gouvernement sud-coréen.

### Universités amirales
Un groupe de 10 universités a été labellisé par le gouvernement sud-coréen pour en faire des universités de premier plan dans le pays.

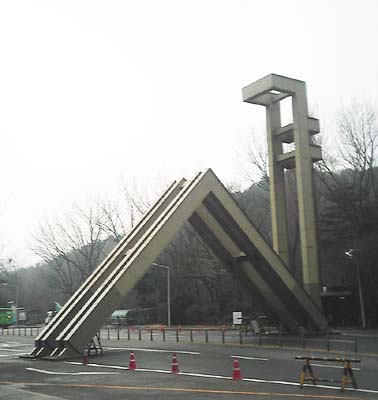
L'entrée de l'Université nationale de Séoul

- Université nationale de Jeju
- Université nationale Chonbuk
- Université nationale du Chonnam
- Université nationale Chungbuk
- Université nationale de Chungnam
- Université nationale de Gyeonsang
- Université nationale de Kangwon
- Université nationale de Kyungpook
- Université nationale de Pusan
- Université nationale de Séoul

### Universités à statut particulier
- KAIST
- Académie de l'armée de l'air coréenne
- Université maritime de Corée
- Académie militaire de Corée
- Institut national de réhabilitation et de protection sociale de Corée
- Université aérospatiale de Corée (en)
- Université nationale d'enseignement à distance de Corée
- Université nationale des forces de police de Corée
- Université nationale des arts de Corée
- Université nationale pédagogique de Corée
- Institut national ferroviaire de Corée
- Université nationale du sport de Corée
- Université nationale d'héritage culturel de Corée
- Université de sciences et technologie de Kumoh
- Université de science et de technologie de Gwangju
- Université nationale maritime de Mokpo
- Université nationale de science et de technologie d'Ulsan

### Universités pédagogiques
Elles ont la charge de la formation des futurs enseignants.
- Université nationale de pédagogie de Busan
- Université nationale de pédagogie de Cheongju
- Université nationale de pédagogie de Chinju
- Université nationale de pédagogie de Chuncheon
- Université nationale de pédagogie de Daegu
- Université nationale de pédagogie de Gongju
- Université nationale de pédagogie de Gwangju
- Université nationale de pédagogie de Gyeongin
- Université nationale de pédagogie de Jeonju
- Université nationale de pédagogie de Séoul

### Autres universités nationales
- Université nationale d'Andong
- Université nationale de Changwon
- Université nationale de Chungju
- Université nationale de Hanbat
- Université nationale de Hankyong
- Université nationale de Jinju
- Université nationale de Kangnung
- Université nationale de Kongju
- Université nationale de Kunsan
- Université nationale de Mokpo
- Université nationale de Pukyong
- Université nationale de Samcheok
- Université nationale de Sangju

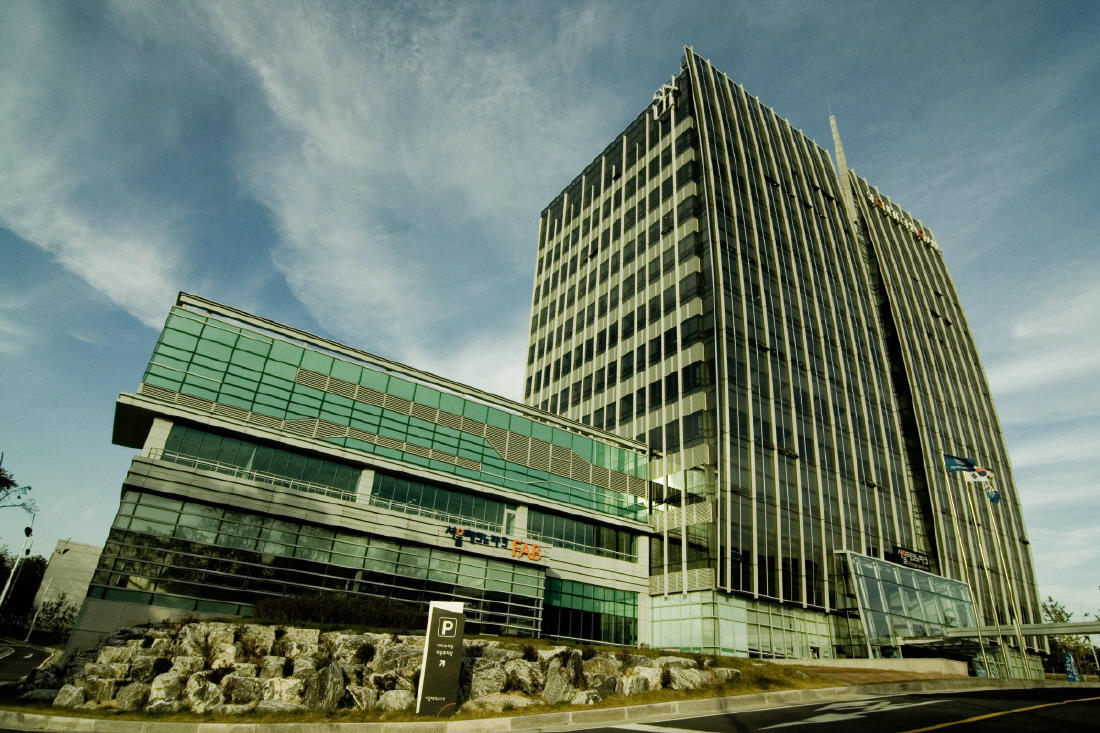
L'Université nationale de technologie de Séoul

- Université nationale de technologie de Séoul

## Universités privées
- Tech University of Korea (Siheung)
- Université Ajou (Suwon)
- Kyung Hee University (Séoul)
- Université de Corée
- Université Inha (Incheon)
- Université de Sejong
- Université Sungkyunkwan
- Yonsei University (Séoul)
- Université Yong In (Yongin)
- Université Hongik (Séoul)
- Université des Études Étrangères de Hankuk (Séoul)
- Chung Ang Université (Séoul)
- Université Sogang (Séoul)
- Université pour femmes Ewha (Séoul)
- université Nambu (Gwangju)
- université Chosun

## Voir également
- Éducation en Corée du Sud
- Villes de Corée du Sud